# Пущинский научный центр РАН
Пущинский научный центр Российской академии наук сокр. ПНЦ РАН — крупнейший биологический центр в стране, расположенный в наукограде Пущино. Структурное звено Российской академии наук. Основан в 1956 году.

## История
В 1956 году с целью развития фундаментальных исследований в области физико-химической биологии по постановлению Совета Министров СССР № 501 от 13 апреля 1956 г. и распоряжению Президиума АН СССР № 82-911 от 10 мая 1956 г. было начато строительство научного городка АН СССР в Серпуховском районе Московской области. Инициатором его создания выступил президент АН СССР академик А. Н. Несмеянов (1899—1980).
Строительство «мощного центра биологических исследований, располагающего необходимой материальной базой, оснащенного новейшими оборудованием и аппаратурой» должно было обеспечить «широкие возможности для использования биофизики и биохимии в различных разделах биологии и для проведения глубоких комплексных теоретических исследований, результаты которых послужат основанием для разработки практических рекомендаций по использованию достижений биологической науки в народном хозяйстве». Отчасти это было вызвано необходимостью развития фундаментальной науки в новой области — молекулярной биологии.
Весной 1961 года было заложено здание Института биологической физики Академии Наук, на базе которого позже создавались новые институты.
В 1962 году в Пущино был организован Научный центр биологических исследований АН СССР.
В конце 1960-х — середине 1980-х годов Центр сформировался как комплекс современных институтов биологического профиля, за короткий срок ставших широко известными в стране и за рубежом. В них выполнялись исследования в области биофизики, микробиологии, биохимии, поиск в ряде направлений физиологии растений и фотосинтеза, почвоведения. Результаты нашли применение в медицине, сельском хозяйстве, промышленности.
В 1990 году в целях обеспечения более эффективного использования и развития научно-исследовательского, производственно-технического потенциала НЦБИ АН СССР был преобразован в Пущинский научный центр, объединивший все научные и научно-вспомогательные учреждения г. Пущино. Директором центра в 1990—93 годах был Е. Л. Головлёв.

## Современное состояние
Сегодня в состав ПНЦ РАН входят:
- Институт белка РАН;
- Институт биологического приборостроения с опытным производством РАН;
- Институт биофизики клетки РАН;
- Институт биохимии и физиологии микроорганизмов им. Г. К. Скрябина РАН;
- Институт математических проблем биологии РАН;
- Институт теоретической и экспериментальной биофизики РАН;
- Институт физико-химических и биологических проблем почвоведения РАН;
- Институт фундаментальных проблем биологии РАН;
- Филиал института биоорганической химии им. М. М. Шемякина и Ю. А. Овчинникова РАН;
- Пущинская радиоастрономическая обсерватория Астрокосмического центра Физического института имени П. Н. Лебедева (ПРАО АКЦ ФИАН) — крупнейшая в России и в мире.
- Дом учёных

Председатель ПНЦ РАН — академик Анатолий Иванович Мирошников.
На базе институтов ПНЦ РАН работает высшее учебное заведение Пущинский государственный естественно-научный институт (ПущГЕНИ). Ранее существовавший филиал Московского государственного университета им. М. В. Ломоносова был ликвидирован в 2013.
Пущинский научный центр РАН является уникальным образованием, имеющим мировое значение и объединяющим около половины потенциала России в области физико-химической биологии. Здесь работают более 3000 человек, из них 1200 — научные сотрудники. Около 800 ученых имеют степень доктора или кандидата наук в области биологии, медицины, химии, физики, математики.
Учёными Центра выполнен ряд крупных фундаментальных исследований, получивших международное признание, прежде всего в области молекулярной и клеточной биологии, биоорганической химии, генной и клеточной инженерии, фотобиологии, биофизики и др. В области радиоастрономии и астрофизики — это открытие сверхкороны Солнца и радиальных магнитных полей в ней, открытие рекомбинационных радиолиний высоковозбужденных атомов.
Работы научных коллективов ПНЦ РАН были отмечены Ленинскими и Государственными премиями, премиями Совета Министров и Ленинского комсомола, премиями Европейской академии для молодых ученых, премиями Правительства России, премиями Российской академии наук.
Большой вклад в становление и развитие Пущинского научного центра внесли выдающиеся учёные академики Г. М. Франк, Г. К. Скрябин, Ю. А. Овчинников, А. А. Баев, А. С. Спирин.
В октябре 2005 года постановлением Правительства Российской Федерации городу Пущино присвоен статус наукограда. Это признание высокого уровня фундаментальных исследований и прикладных работ, проводимых в институтах Пущинского научного центра РАН, и наличия большого потенциала, необходимого для реализации результатов исследований в интересах социально-экономического развития страны.

## Адрес
Адрес ПНЦ РАН: 142290 Россия, г. Пущино, Московская обл., проспект Науки, д. 3..